# Саблетт (округ, Вайомінг)
Шаблон:StateAbbr_ 42°46′ пн. ш. 109°55′ зх. д. / 42.76° пн. ш. 109.92° зх. д.
 Саблетт  (англ. Sublette County) — округ (графство) у штаті Вайомінґ. Ідентифікатор округу 56035.

## Історія
Округ утворений 1923 року.

## Демографія
За даними перепису 
2000 року 
загальне населення округу становило 5920 осіб, зокрема міського населення було , а сільського — 5920.
Серед них чоловіків — 3023, а жінок — 2897. В окрузі було 2371 домогосподарство, 1707 родин, які мешкали в 3552 будинках.
Середній розмір родини становив 2,91.
Віковий розподіл населення поданий у таблиці:
| Стать    | До 15 років | 15-21 | 22-29 | 30-39 | 40-49 | 50-65 | 65-85 | Понад 85 |
| -------- | ----------- | ----- | ----- | ----- | ----- | ----- | ----- | -------- |
| Чоловіки | 624         | 256   | 230   | 412   | 554   | 590   | 330   | 27       |
| Жінки    | 610         | 232   | 224   | 399   | 533   | 545   | 309   | 45       |

## Суміжні округи
- Фремонт — схід
- Світвотер — південний схід
- Лінкольн — південний захід
- Тетон — північний захід

## Виноски
1. ↑  US Decennial Census. US Census Bureau. Архів оригіналу за 12 травня 2015. Процитовано 18 серпня 2015.
2. ↑  Historical Decennial Census Population for Wyoming Counties, Cities, and Towns. Wyoming Department of Administration & Information, Division of Economic Analysis. Архів оригіналу за 7 жовтня 2006. Процитовано 25 січня 2014.
3. ↑  State & County QuickFacts. US Census Bureau. Архів оригіналу за 28 лютого 2016. Процитовано 25 січня 2014.(англ.) Наведено за англійською вікіпедією.
4. ↑  American FactFinder. Бюро перепису населення США. Архів оригіналу за 26 лютого 2012. Процитовано 31 січня 2008.

| США | Це незавершена стаття з географії США. Ви можете допомогти проєкту, виправивши або дописавши її. |